# Slaget vid Dirschau
Slaget vid Dirschau var ett slag under andra polska kriget mellan Sverige och Polen. Det utkämpades vid Dirschau i Polen den 7 och 8 augusti 1627 och Polen segrade. Under detta slag fick Gustav II Adolf ett skott i bröstbenet, några centimeter från struphuvudet. Han överlevde dock, men blev förlamad i två fingrar på högra handen under hela sitt liv vilket plågade honom nästan varje gång han skulle signera dokument.

## Bakgrund
Efter slaget vid Wallhof i januari 1626 och den svenska segern i Baltikum kom kriget att gå in i en ny fas kallad det Preussiska kriget. I juni 1626 intogs Pillau och i slutet av juli samma år hade sjutton tidigare polskkontrollerade städer fallit i svenska händer. Endast Danzig vägrade ge upp och Gustav II Adolf beslöt då att skära av stadens försörjning. Två befästa läger, vid Dirschau och Danziger Haupt, upprättades men situationen vid Danzig förblev låst. Den polske kungen Sigismund organiserade trupper för att möta svenskarna och strider ägde rum, bland annat vid Mewe, vilket polackerna förlorade. Sigismund försökte få till fredsförhandlingar, men villkoren kunde inte accepteras av svenskarna. I början av maj 1627 återkom Gustav II Adolf med förstärkningar till Pillau. Strider fördes vid Danzig, varvid kungen sårades i magen. Därefter gick huvudstyrkan mot lägret i Dirschau. 

## Slaget

Gustav II Adolfs kyller av älghud finns idag utställt på Livrustkammaren i Stockholm

Gustav II Adolf försökte få till ett avgörande slag mot de polska trupperna. Den 5 augusti stötte de båda sidorna ihop vid Dirschau och mindre skärmytslingar inleddes. Den 7 augusti utkämpades en stor strid, där den svenska sidans taktik medförde ett snabbt avgörande och polsk reträtt. Följande dag återupptogs striderna och svenskarna var nära ett avgörande, när befälhavaren Gustav II Adolf träffades av en kula i axeln. Kungen hade spanats av en ryttmästare vid namn Nadolski som stod i stridslinjen med en kikare. Nadolski beordrade två soldater att skjuta mot kungen som blev träffad. Detta ledde till att de svenska trupperna drog sig tillbaka för att skydda kungen och den svenska offensiven mattades av. Den svenska armén var ännu beroende av kungens ledarskap. För framtiden krävdes att fler befälhavare tränades upp.